# Stout Hearts and Willing Hands
 Stout Hearts and Willing Hands , és un curtmetratge de l'època pre-codi dirigit per Bryan Foy, i interpretada per Lew Cody, Laura LaPlante, Alec B. Francis i Frank Fay, entre d'altres. Fou estrenada el 15 de juny de 1931. Va ser el primer d'una sèrie de curtmetratges produïts per la fraternitat d'actors Masquers Club of Hollywood i la darrera pel·lícula en que apareixien els components originals dels Keystone Cops. Va ser nominada al millor curtmetratge en l'edició dels Premis Oscar de 1932 però va ser desqualificada sense una raó aparent.

## Argument
La història és una paròdia dels melodrames del cinema mut. La petita Nell Grant i la seva família són salvats de la persecució d'un malvat creditor gràcies a True Blue Harold.

## Repartiment
- Frank Fay (l'heroi)[7]
- Lew Cody (el malvat)
- Laura LaPlante (l'heroïna virtuosa)
- Alec B. Francis (el pare)
- Mary Carr (la mare)
- Owen Moore (cambrer)
- Tom Moore (cambrer)
- Matt Moore (cambrer)
- Jack Holt (propietari de la casa d'apostes)
- Glenn Tryon (empleat de la casa d'apostes)
- Franklin Pangborn (empleat de la casa d'apostes)
- Hallam Cooley (empleat de la casa d'apostes)
- Frank McHugh (empleat de la casa d'apostes)
- Ford Sterling (Keystone Cop)
- Chester Conklin (Keystone Cop)
- Mack Swain (Keystone Cop)
- Hank Mann (Keystone Cop)
- Jimmy Finlayson (Keystone Cop)
- Clyde Cook (Keystone Cop)
- Bobby Vernon (Keystone Cop)
- Georgie Harris
- Earle Fox
- Eddie Quillan
- Matthew Betz
- Maurice Black
- Benny Rubin
- Bryant Washburn
- Edward Earle

## Producció
La pel·lícula va ser produïdes pel Masquers Club of Hollywood. El Masquers Club era una organització/fraternitat d'actors masculins de Hollywood fundada el 1925 per tal de tenir un lloc on riure i congeniar però que va arribar a ser una institució de l'espectacle. El que la va fer única va ser que va muntar el seu propi estudi de producció de pel·lícules curtes. En associació amb la RKO Pictures, el club va arribar a rodar 11 comèdies entre el 1931 i el 33. Les tres primeres que es van produir van ser “Stout Hearts and Willing Hands”, “Oh! Oh! Cleopatra” i “The Great Junction Hotel”. Es tractava de farses que difícilment s'hagueren estrenat en un cinema si no fos perquè els propis actors pertanyents al Masquer Club hi actuaven, divertint-se com amateurs en un funció nadalenca. En aquest cas, hi arribaben a intervenir 60 actors diferents.